# 阿羅納克斯山
67°40′S 67°22′W / 67.667°S 67.367°W
阿羅納克斯山（英語：Mount Arronax），是南極洲的山峰，位於葛拉漢地的法利埃海岸，處於鸚鵡螺角西南面11公里的普爾夸帕島北部，海拔高度1,585米，在1936年由英國探險隊繪入地圖，現時由南極條約體系管理。